# Lügde
Lügde – miasto w Niemczech, położone w kraju związkowym Nadrenia Północna-Westfalia, w rejencji Detmold, w powiecie Lippe. W 2010 roku liczyło 10 400 mieszkańców.

## Współpraca
Miejscowość partnerska:
- Angermünde, Brandenburgia